# La Palmilla
La Palmilla är en ort i Mexiko.   Den ligger i kommunen Tatatila och delstaten Veracruz, i den sydöstra delen av landet, 210 km öster om huvudstaden Mexico City. La Palmilla ligger 2 225 meter över havet och antalet invånare är 105.
Terrängen runt La Palmilla är kuperad åt sydost, men åt nordväst är den bergig. Terrängen runt La Palmilla sluttar norrut. Runt La Palmilla är det ganska tätbefolkat, med 160 invånare per kvadratkilometer. Närmaste större samhälle är Atzalan, 17,4 km nordväst om La Palmilla. I omgivningarna runt La Palmilla växer i huvudsak blandskog.